# Starý rybník (Praha)
Starý rybník (též Starák) je vodní plocha nacházející se v Horních Počernicích v Praze u ulic Harcovská a Rašínská. Má podlouhlý tvar se severojížní orientací. Rybník vznikl před rokem 1869. Má betonový břeh.

## Galerie

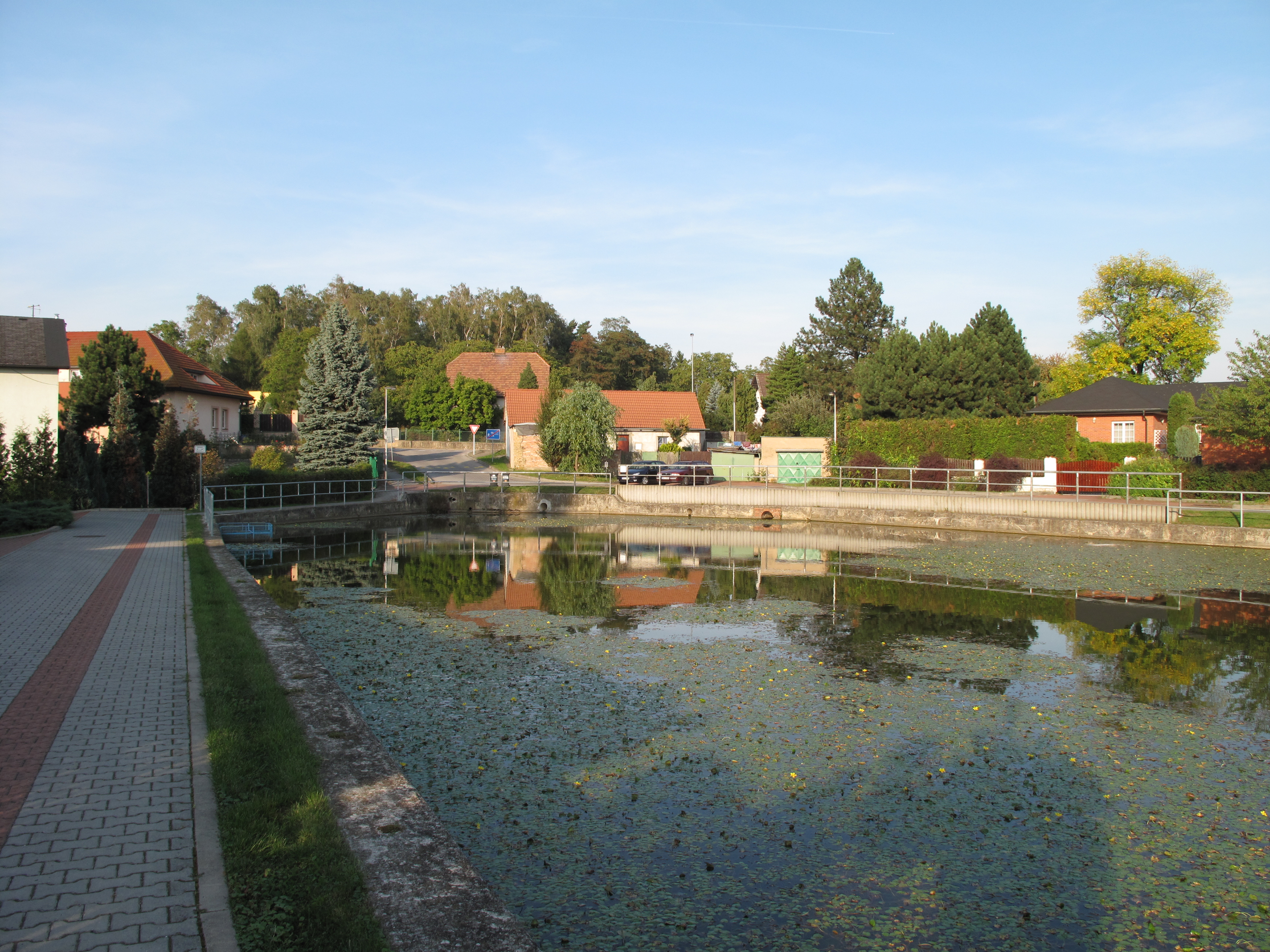
Severní břeh se zaústěním trubek
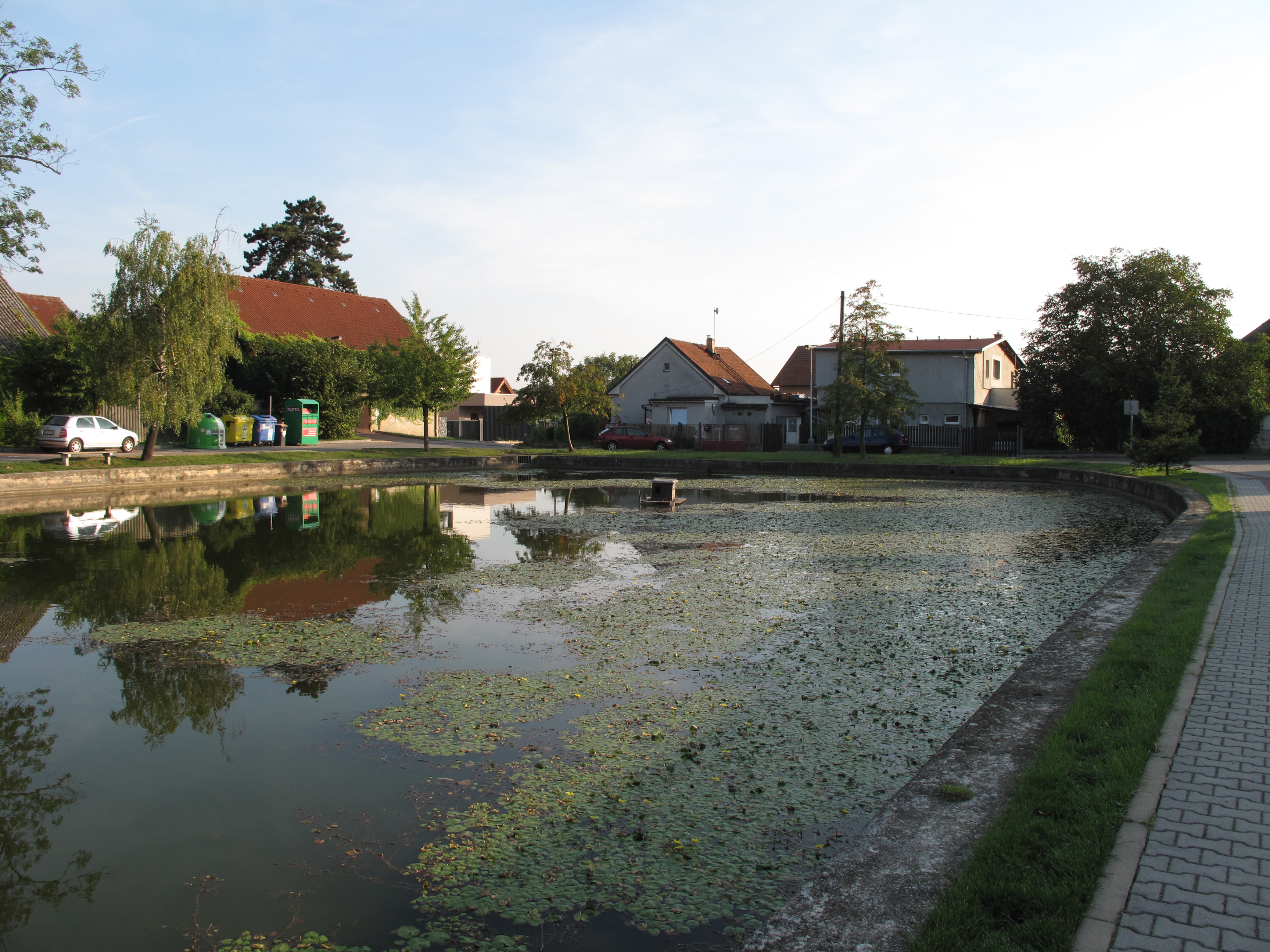
Jižní břeh s budkou pro kachny
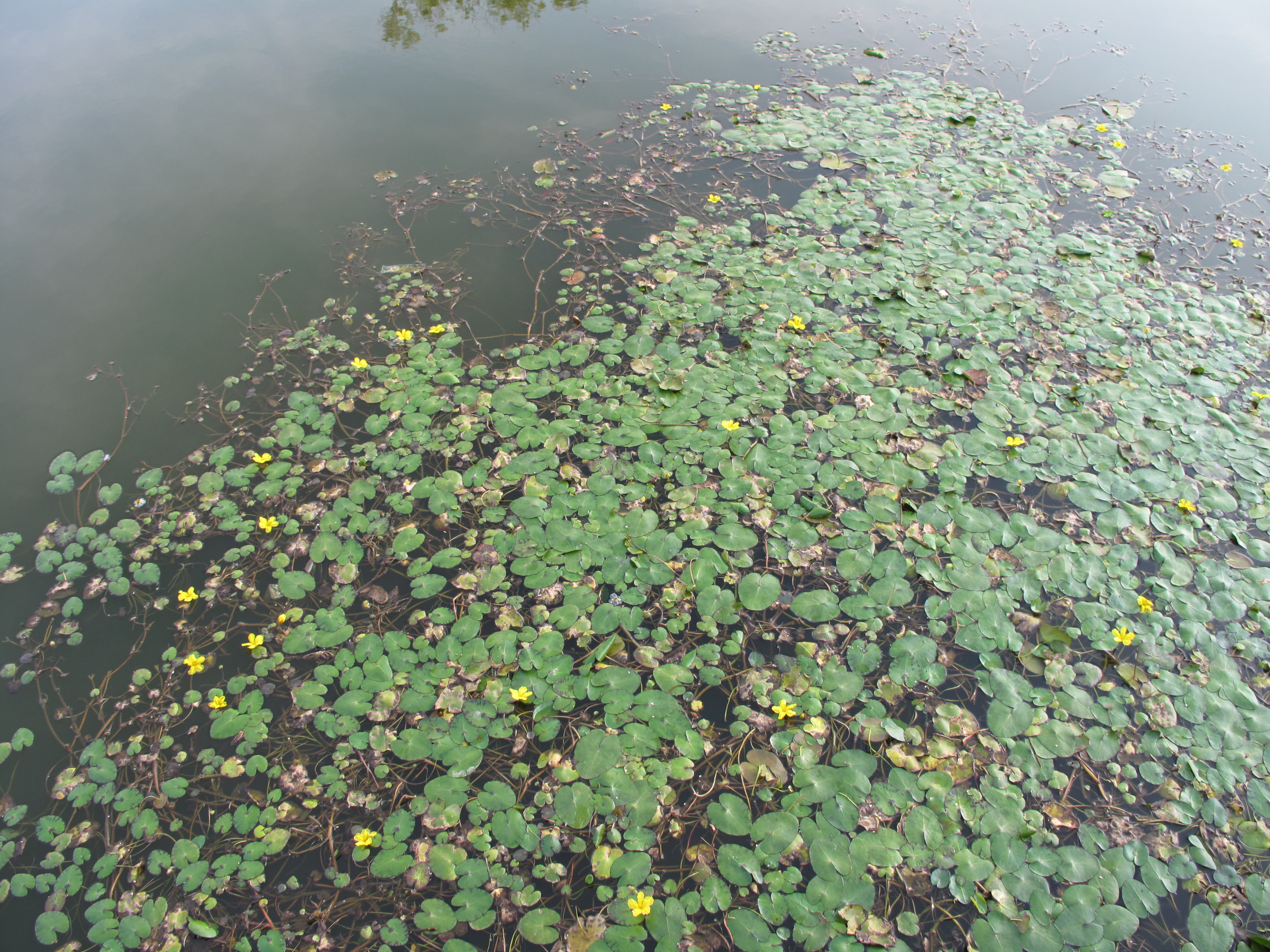
Vodní rostliny